# Sottovoce
Sottovoce è un programma televisivo di interviste ideato e condotto da Gigi Marzullo e trasmesso da Rai Uno nella fascia notturna a partire dal 1988.
Il programma è andato in onda fino al settembre del 2020 per sei giorni a settimana, dalla domenica al venerdì, dopodiché è stato dimezzato a tre giorni a settimana, dal sabato al lunedì.

## Il programma

### Per fare Mezzanotte e Dopo Mezzanotte
Il programma nasce nel 1988 e prevede in ogni puntata una o due interviste-confessione a personaggi famosi, che raccontano a Marzullo sogni, desideri o aspetti privati della loro vita spesso tenuti nascosti al pubblico. La trasmissione va in onda in tarda serata con il titolo Per fare Mezzanotte. Accade però spesso che per il protrarsi dei programmi in onda in prima e seconda serata la trasmissione sia costretta a partire più tardi dell'orario stabilito. Per tale ragione nel 1989 si decide di ribattezzare il programma Dopo Mezzanotte.

### Mezzanotte e dintorni (1989-1993)
Nell'autunno del 1989 il programma, che in alcuni casi va in onda anche prima di mezzanotte, decide di risolvere il problema legato all'orario di messa in onda scegliendo come nuovo titolo Mezzanotte e Dintorni. La formula del programma rimane invariata.

### Uno più Uno (1994)
Nel 1994, dopo qualche mese di pausa, Marzullo viene affiancato nelle interviste dal collega Gianluca Nicoletti e la trasmissione, che assume un ritmo più veloce ed incalzante, prende il titolo di Uno più uno.

### Sottovoce (1994-2013)
Nell'autunno del 1994, dopo gli scarsi risultati ottenuti da Uno più Uno, Marzullo decide di riprendere la formula più intima di Mezzanotte e dintorni. La trasmissione, intitolata Sottovoce, conserva la natura di talk show e continua ad andare in onda molto tardi senza alcuna pausa pubblicitaria, ma modificando il format. Sottovoce presenta una rigida schematizzazione formale che rende tutte le puntate omogenee fra loro:
- Nella prima parte del programma Marzullo, in piedi, presenta l'ospite e inizia l'intervista. Dopo circa venti minuti il conduttore introduce la sigla, che divide la prima parte dalla seconda.
- Conclusa la sigla, la trasmissione diventa più varia: il conduttore, ora seduto, chiede all'ospite di mostrare sue fotografie e raccontare momenti di vita vissuti. Successivamente la musicista Giovanna Bizzarri esegue al pianoforte una canzone scelta dall'intervistato. Infine, è solita intervenire al telefono una psicologa per analizzare il significato di un sogno notturno ricorrente raccontato dall'ospite. Durante i titoli di coda il conduttore saluta e chiude la puntata.

### L’assenza del conduttore (2013-2014)
Il 13 maggio 2013 Gigi Marzullo diventa il nuovo vicedirettore di Rai 1, scelto dal direttore generale della Rai Luigi Gubitosi: per effetto di questa nomina, dal mese seguente il conduttore abbandona il programma dopo 25 anni di attività ininterrotta. Sottovoce però prosegue quasi come di consueto, con la bizzarra variante che l'intervista diventa un monologo formato dal montaggio delle risposte dell'ospite a domande che gli spettatori non conoscono, in quanto il conduttore sostitutivo (pur presente) non si vede e non si sente mai.

### Il ritorno di Marzullo (2014-oggi)
Dal gennaio 2014 Marzullo ritorna attivamente nel programma, ma viene mantenuta la formula del presentatore "invisibile": Marzullo non viene mai inquadrato ma si sente la sua voce fuori campo. Infine, a partire dalla prima metà del successivo febbraio, il programma torna al suo format usuale con il conduttore a vista.

## Edizioni
| Edizione | Titolo                              | Inizio | Fine     | Conduttore    |
| -------- | ----------------------------------- | ------ | -------- | ------------- |
| 1ª       | Per fare mezzanotte/Dopo mezzanotte | 1988   | 1989     | Gigi Marzullo |
| 2ª       | Mezzanotte e dintorni               | 1989   | 1990     | Gigi Marzullo |
| 3ª       | Mezzanotte e dintorni               | 1990   | 1991     | Gigi Marzullo |
| 4ª       | Mezzanotte e dintorni               | 1991   | 1992     | Gigi Marzullo |
| 5ª       | Mezzanotte e dintorni               | 1992   | 1993     | Gigi Marzullo |
| 6ª       | Uno più Uno                         | 1994   | 1994     | Gigi Marzullo |
| 7ª       | Sottovoce                           | 1994   | 1995     | Gigi Marzullo |
| 8ª       | Sottovoce                           | 1995   | 1996     | Gigi Marzullo |
| 9ª       | Sottovoce                           | 1996   | 1997     | Gigi Marzullo |
| 10ª      | Sottovoce                           | 1997   | 1998     | Gigi Marzullo |
| 11ª      | Sottovoce                           | 1998   | 1999     | Gigi Marzullo |
| 12ª      | Sottovoce                           | 1999   | 2000     | Gigi Marzullo |
| 13ª      | Sottovoce                           | 2000   | 2001     | Gigi Marzullo |
| 14ª      | Sottovoce                           | 2001   | 2002     | Gigi Marzullo |
| 15ª      | Sottovoce                           | 2002   | 2003     | Gigi Marzullo |
| 16ª      | Sottovoce                           | 2003   | 2004     | Gigi Marzullo |
| 17ª      | Sottovoce                           | 2004   | 2005     | Gigi Marzullo |
| 18ª      | Sottovoce                           | 2005   | 2006     | Gigi Marzullo |
| 19ª      | Sottovoce                           | 2006   | 2007     | Gigi Marzullo |
| 20ª      | Sottovoce                           | 2007   | 2008     | Gigi Marzullo |
| 21ª      | Sottovoce                           | 2008   | 2009     | Gigi Marzullo |
| 22ª      | Sottovoce                           | 2009   | 2010     | Gigi Marzullo |
| 23ª      | Sottovoce                           | 2010   | 2011     | Gigi Marzullo |
| 24ª      | Sottovoce                           | 2011   | 2012     | Gigi Marzullo |
| 25ª      | Sottovoce                           | 2012   | 2013     | Gigi Marzullo |
| 26ª      | Sottovoce                           | 2013   | 2014     | Gigi Marzullo |
| 27ª      | Sottovoce                           | 2014   | 2015     | Gigi Marzullo |
| 28ª      | Sottovoce                           | 2015   | 2016     | Gigi Marzullo |
| 29ª      | Sottovoce                           | 2016   | 2017     | Gigi Marzullo |
| 30ª      | Sottovoce                           | 2017   | 2018     | Gigi Marzullo |
| 31ª      | Sottovoce                           | 2018   | 2019     | Gigi Marzullo |
| 32ª      | Sottovoce                           | 2019   | 2020     | Gigi Marzullo |
| 33ª      | Sottovoce                           | 2020   | 2021     | Gigi Marzullo |
| 34ª      | Sottovoce                           | 2021   | 2022     | Gigi Marzullo |
| 35ª      | Sottovoce                           | 2022   | 2023     | Gigi Marzullo |
| 36ª      | Sottovoce                           | 2023   | in corso | Gigi Marzullo |

## Sigla di apertura e chiusura
Il programma si distingue per il fatto di trasmettere la sigla a metà trasmissione. Ancora, interpretata da Eduardo De Crescenzo (che nel 2003 è anche stato ospite in trasmissione), è il motivo musicale della sigla fin dal 1994. Come sottofondo per la chiusura, dal 2002 viene utilizzata Dormi e sogna degli Avion Travel.

## Frasi celebri
Il programma è caratterizzato da una struttura abbastanza rigida, con fasi scandite dall'uso di alcune formule fisse ripetute sempre uguali come fossero parti di un "rito". Ad esempio, l'ospite è accolto con un «buonanotte», fatto che ha dato anche luogo a correzioni poiché le puntate non sono trasmesse in diretta bensì registrate di giorno.
Le frasi più famose di Marzullo sono:
(all'inizio della puntata)
(alla fine di ogni puntata)

## Spin-off del programma
Alcune puntate di Sottovoce sono monografiche su un tema, si svolgono in uno studio più ampio con vari ospiti, e cambiano titolo.
- La domenica va in onda Applausi dedicato al teatro. In studio registi e interpreti di spettacoli teatrali in scena durante la settimana.
- Il venerdì va in onda Cinematografo dedicato al cinema. Marzullo intervista protagonisti del cinema (saltuariamente anche di fiction televisive) mentre critici cinematografici e personalità cinematografiche o culturali raccontano e commentano i film usciti in settimana. Dopo Cinematografo va in onda Così è la mia vita… Sottovoce: nonostante il titolo diverso, è una normale puntata di Sottovoce.
- Il sabato va in onda Mille e un libro (fino al 2022 Milleeunlibro, Scrittori in TV) nel quale critici e autori si confrontano sulle ultime uscite in libreria.
- Il lunedì va in onda Testimoni e Protagonisti dedicato ai grandi personaggi dello spettacolo, della cultura e dello sport.
- Durante il Festival di Sanremo, Marzullo ospita alcuni dei cantanti in gara, i conduttori, critici musicali e ospiti vari.

## Puntate speciali
In occasione della ricezione di un premio, o della morte, o di un qualche evento lieto o meno relativo a un ospite intervistato in passato, Sottovoce ne replica l'intervista la notte stessa o in quelle immediatamente seguenti per celebrarlo o ricordarlo. In questi casi durante la trasmissione scorre in sovraimpressione la scritta «Un incontro di Sottovoce di qualche tempo fa», e le titolazioni della videosigla rimangono quelle utilizzate al tempo della prima trasmissione, poiché montata nel master puntata.